# Pentoo
Pentoo 是一个为 Live CD 与 Live USB 设计的进行渗透测试与安全评估的 Linux 发行版。Pentoo 提供了 32 位与 64 位的 Live CD 安装工具，也可以覆盖并安装在现有的 Gentoo 上 。 它的特点是包含了特制的注入式无线驱动，以及大量的渗透测试及安全评估工具。 Pentoo 内核中包括 grsecurity 和加强的额外补丁——从加强的工具包中编译而来的二进制的可执行文件，并且有每夜版工具更新。

## 特点
- 具有 32 位和 64 位版本，后者比起 32 位版本在性能上有显著的优化。
- 使用包含 CUDA 与 openCL 的 GPGPU 构建了破解密码的环境。[3][4][5]
- 基于加强版Linux内核，包括了增强的内核以及工具集
- 加强的内核，额外的增补程序[6]
- 使用 Pentoo Overlay 可以在已安装的标准 Gentoo 系统上安装 Pentoo
- 虽然最新官方发布版本为 2009.0，Pentoo 仍然能收到捐款和更新，并且能通过覆盖安装的方式来保持最新。 更新情况：2012.0 版本在 2012 年 7 月 30 日由官方发布。[7]
- 安装在硬盘上时，支持基于 LUKS 的全盘加密
- 支持自动安装[8]

## 工具
Pentoo 包括了 ebuild 和 open-ended ebuilds 安装的工具， 并且使得通过包管理工具拉取最新的更新以及安装这些工具成为可能。这些工具包括以下的类型：
- Analyzer
- Bluetooth
- Cracker
- Database
- Development
- Exploit
- Footprint
- Forensics
- Forging
- Fuzzers
- Misc
- MitM
- Pentoo
- Proxy
- RCE
- Scanner
- SIP-VOIP
- Wireless

## 发布版本
Pentoo 使用滚动更新方式阶段性地发布包含最新更新的映像文件。
| 日期       | 发布版本            |
| ---------- | ------------------- |
| 2005/06/22 | Pentoo 2005.1       |
| 2006/02/02 | Pentoo 2006.0       |
| 2006/07/05 | Pentoo 2006.1       |
| 2009/12/04 | Pentoo 2009.0       |
| 2012/07/30 | Pentoo 2012.0       |
| 2013/03/09 | Pentoo 2013.0 RC1.1 |
| 2013/07/04 | Pentoo 2013.0 RC1.8 |
| 2014/08/08 | Pentoo 2013.0 RC1.9 |
| 2014/03/17 | Pentoo 2014.0 RC2.1 |
| 2014/08/08 | Pentoo 2014.0 RC3   |
| 2014/09/25 | Pentoo 2014.0 RC3.5 |
| 2014/11/16 | Pentoo 2014.0 RC3.6 |
| 2015/01/05 | Pentoo 2015.0 RC3.7 |
| 2015/12/02 | Pentoo 2015.0 RC4.6 |
| 2016/08/02 | Pentoo 2015.0 RC5   |